# Thomas Y. Fitzpatrick
Thomas Young Fitzpatrick, född 20 september 1850 i Floyd County i Kentucky, död 21 januari 1906 i Frankfort i Kentucky, var en amerikansk politiker (demokrat). Han var ledamot av USA:s representanthus 1897–1901.
Fitzpatrick är begravd på Frankfort Cemetery i Frankfort i Kentucky.